# Mullus auratus
El salmoneta colorado o chivo colorado (Mullus auratus) es una especie de peces marinos de la familia múlidos en el orden de los Perciformes.

## Morfología
Los machos pueden llegar alcanzar los 25 cm de longitud total.

## Distribución geográfica
Se encuentra desde Nueva Escocia (Canadá) y Bermuda hasta la Guayana. Raro en el norte de  Florida (Estados Unidos). Ausente de las Bahamas.

## Hábitat
Es un pez de mar.